# Sepvret
Sepvret est une commune française située dans le département des Deux-Sèvres en région Nouvelle-Aquitaine.

## Toponymie
Pour Ernest Nègre, le nom vient de Severa, vers 932, avec pour racine préceltique *Sab signifiant liquide, suc, jus, et sève, et le suffixe préceltique atone -ara.
Proche de la source de la Sèvre Niortaise, cette rivière tient d'ailleurs son nom de Sepvret.

## Géographie

### Communes limitrophes
Les communes limitrophes sont Beaussais-Vitré, Chenay, Chey, Exoudun, Melle et Prailles-La Couarde.

### Gentilé
Les habitants de Sepvret s’appellent les Séparatains.

### Climat
Pour des articles plus généraux, voir Climat de la Nouvelle-Aquitaine et Climat des Deux-Sèvres.
Historiquement, la commune est exposée à un climat océanique du nord-ouest.  
En 2020, Météo-France publie une typologie des climats de la France métropolitaine dans laquelle la commune est exposée à un climat océanique et est dans la région climatique  Poitou-Charentes, caractérisée par un bon ensoleillement, particulièrement en été et des vents modérés.
Pour la période 1971-2000, la température annuelle moyenne est de 11,7 °C, avec une amplitude thermique annuelle de 14,8 °C. Le cumul annuel moyen de précipitations est de 812 mm, avec 11,9 jours de précipitations en janvier et 7,2 jours en juillet. Pour la période 1991-2020, la température moyenne annuelle observée sur la station météorologique la plus proche, située sur la commune de Lezay à 7 km à vol d'oiseau, est de 12,6 °C et le cumul annuel moyen de précipitations est de 945,6 mm,. Pour l'avenir, les paramètres climatiques de la commune estimés pour 2050 selon différents scénarios d’émission de gaz à effet de serre sont consultables sur un site dédié publié par Météo-France en novembre 2022.

## Urbanisme

### Typologie
Au 1er janvier 2024, Sepvret est catégorisée commune rurale à habitat dispersé, selon la nouvelle grille communale de densité à sept niveaux définie par l'Insee en 2022.
Elle est située hors unité urbaine. Par ailleurs la commune fait partie de l'aire d'attraction de Melle, dont elle est une commune de la couronne,. Cette aire, qui regroupe 6 communes, est catégorisée dans les aires de moins de 50 000 habitants,.

### Occupation des sols
L'occupation des sols de la commune, telle qu'elle ressort de la base de données européenne d’occupation biophysique des sols Corine Land Cover (CLC), est marquée par l'importance des territoires agricoles (95,3 % en 2018), une proportion sensiblement équivalente à celle de 1990 (95,7 %). La répartition détaillée en 2018 est la suivante : 
terres arables (66,3 %), zones agricoles hétérogènes (19,7 %), prairies (9,2 %), forêts (3,1 %), zones urbanisées (1,7 %). L'évolution de l’occupation des sols de la commune et de ses infrastructures peut être observée sur les différentes représentations cartographiques du territoire : la carte de Cassini (XVIIIe siècle), la carte d'état-major (1820-1866) et les cartes ou photos aériennes de l'IGN pour la période actuelle (1950 à aujourd'hui).

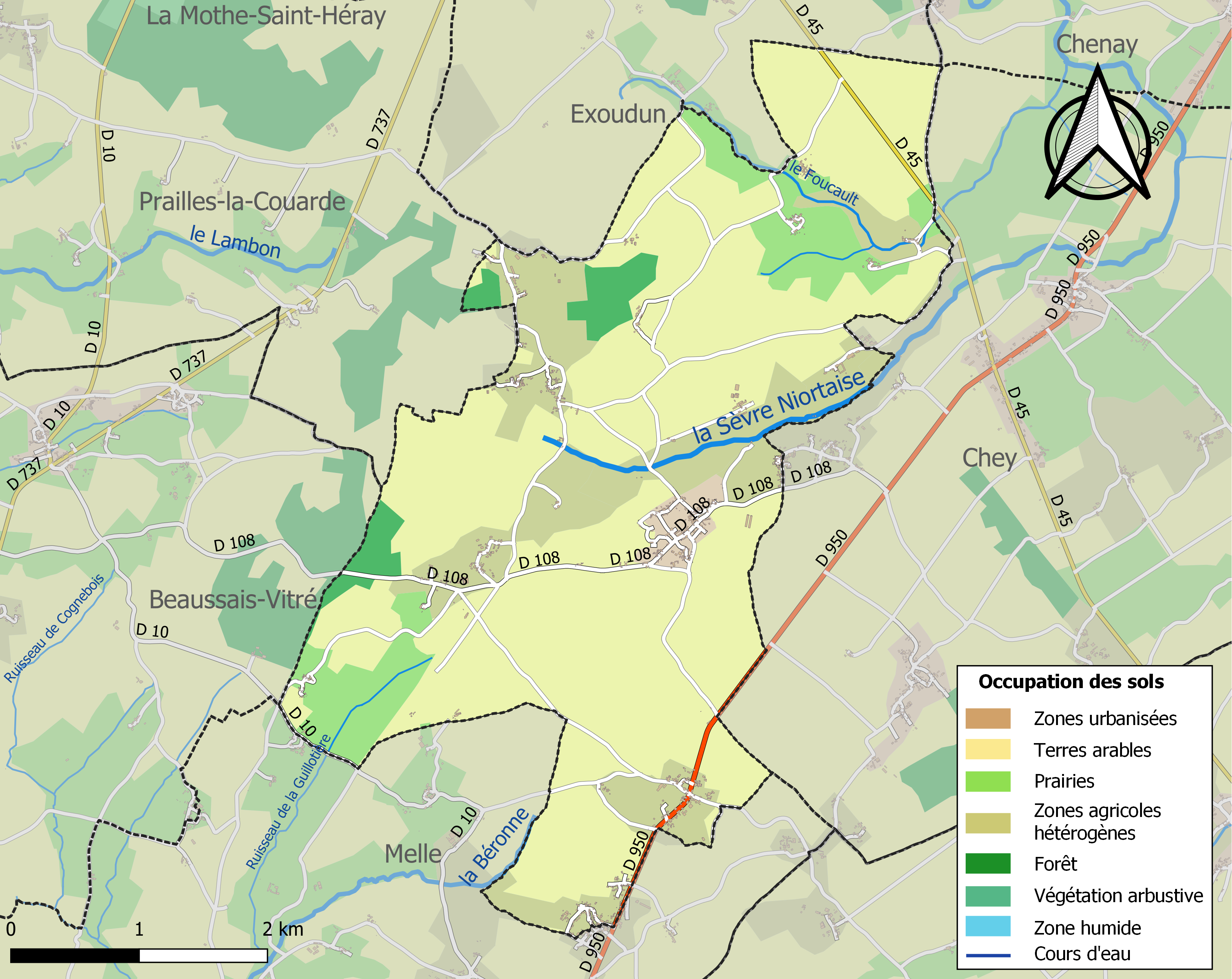
Carte des infrastructures et de l'occupation des sols de la commune en 2018 (CLC).

### Risques majeurs
Le territoire de la commune de Sepvret est vulnérable à différents aléas naturels : météorologiques (tempête, orage, neige, grand froid, canicule ou sécheresse), inondations, mouvements de terrains et séisme (sismicité modérée). Il est également exposé à un risque technologique, le transport de matières dangereuses, et à un risque particulier : le risque de radon. Un site publié par le BRGM permet d'évaluer simplement et rapidement les risques d'un bien localisé soit par son adresse soit par le numéro de sa parcelle.

#### Risques naturels
Certaines parties du territoire communal sont susceptibles d’être affectées par le risque d’inondation par débordement de cours d'eau, notamment la Sèvre Niortaise. La commune a été reconnue en état de catastrophe naturelle au titre des dommages causés par les inondations et coulées de boue survenues en 1982, 1999 et 2010,.

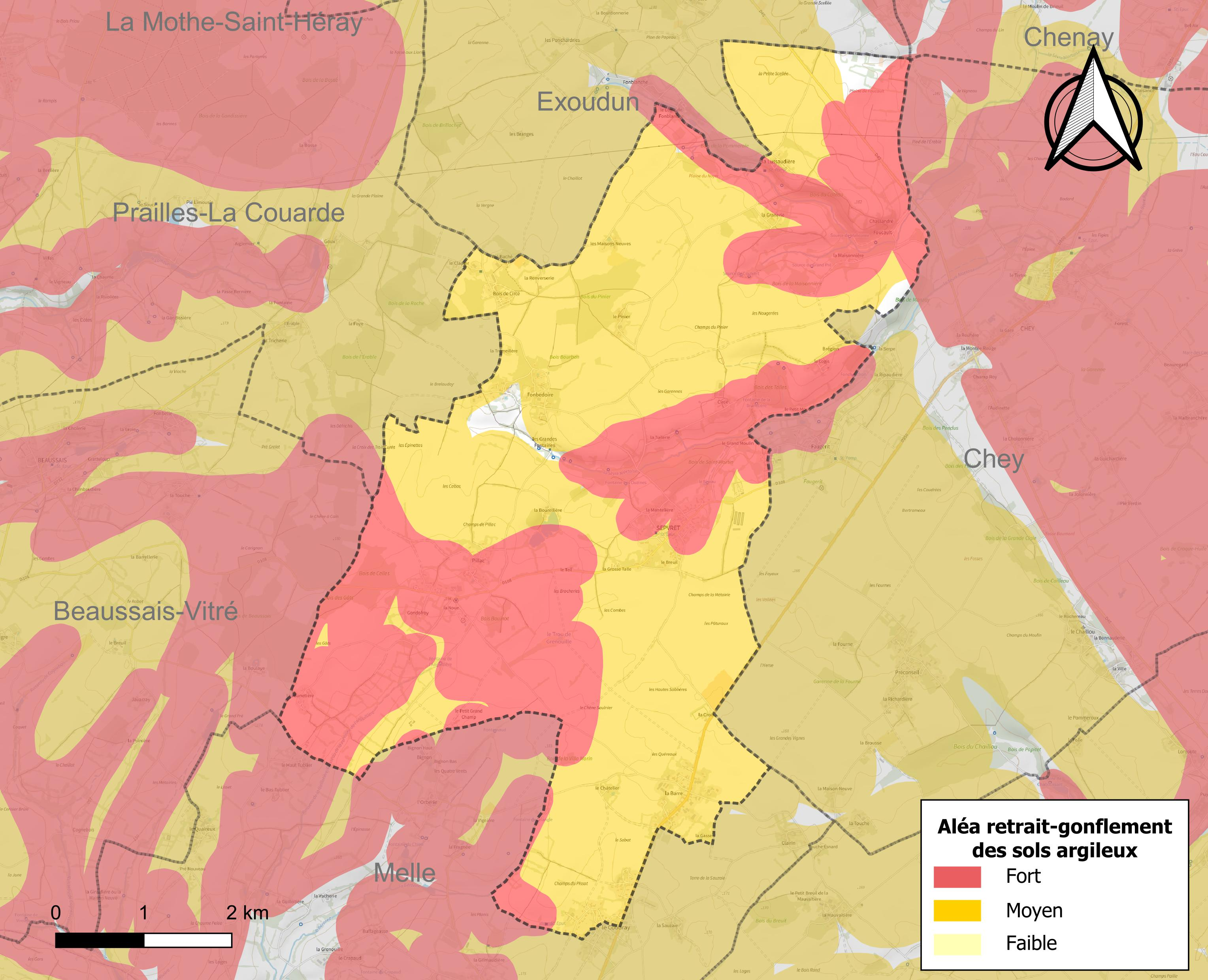
Carte des zones d'aléa retrait-gonflement des sols argileux de Sepvret.

Les mouvements de terrains susceptibles de se produire sur la commune sont des tassements différentiels. Le retrait-gonflement des sols argileux est susceptible d'engendrer des dommages importants aux bâtiments en cas d’alternance de périodes de sécheresse et de pluie. 98,4 % de la superficie communale est en aléa moyen ou fort (54,9 % au niveau départemental et 48,5 % au niveau national). Depuis le 1er octobre 2020, en application de la loi ELAN, différentes contraintes s'imposent aux vendeurs, maîtres d'ouvrages ou constructeurs de biens situés dans une zone classée en aléa moyen ou fort,.
La commune a été reconnue en état de catastrophe naturelle au titre des dommages causés par la sécheresse en 1989 et par des mouvements de terrain en 1999 et 2010.

#### Risque particulier
Dans plusieurs parties du territoire national, le radon, accumulé dans certains logements ou autres locaux, peut constituer une source significative d’exposition de la population aux rayonnements ionisants. Selon la classification de 2018, la commune de Sepvret est classée en zone 2, à savoir zone à potentiel radon faible mais sur lesquelles des facteurs géologiques particuliers peuvent faciliter le transfert du radon vers les bâtiments.

## Politique et administration
| Période       | Période       | Identité            | Étiquette | Qualité |
| ------------- | ------------- | ------------------- | --------- | ------- |
| mars 1816     | mars 1820     | Jacques Proust      |           |         |
| mars 1820     | mars 1825     | Pierre Massé        |           |         |
| mars 1825     | mars 1837     | Jacques Lalot       |           |         |
| mars 1837     | mars 1850     | Pierre Massé        |           |         |
| mars 1850     | janvier 1881  | Louis Bougouin      |           |         |
| janvier 1881  | mars 1887     | François Bougoin    |           |         |
| mai 1887      | février 1891  | Louis Chouillet     |           |         |
| février 1891  | décembre 1919 | Pierre Fournier     |           |         |
| décembre 1919 | mai 1935      | Daniel Certain      |           |         |
| mai 1935      | mai 1953      | Léonce Taverneau    |           |         |
| mai 1953      | mars 1959     | Émile Durivault     |           |         |
| mars 1959     | mars 1977     | René Girault        |           |         |
| mars 1977     | mars 1989     | Reine Madier        |           |         |
| mars 1989     | mars 2001     | Michel Thébault     |           |         |
| mars 2001     | En cours      | Patrick Charpentier |           |         |

## Population et société

### Démographie
L'évolution du nombre d'habitants est connue à travers les recensements de la population effectués dans la commune depuis 1793. Pour les communes de moins de 10 000 habitants, une enquête de recensement portant sur toute la population est réalisée tous les cinq ans, les populations de référence des années intermédiaires étant quant à elles estimées par interpolation ou extrapolation. Pour la commune, le premier recensement exhaustif entrant dans le cadre du nouveau dispositif a été réalisé en 2004.

En 2022, la commune comptait 638 habitants, en évolution de +4,93 % par rapport à 2016 (Deux-Sèvres : +0,18 %, France hors Mayotte : +2,11 %).
| 1793 | 1800 | 1806 | 1821  | 1831  | 1836  | 1841  | 1846  | 1851  |
| ---- | ---- | ---- | ----- | ----- | ----- | ----- | ----- | ----- |
| 940  | 911  | 972  | 1 079 | 1 266 | 1 220 | 1 180 | 1 213 | 1 239 |

| 1856  | 1861  | 1866  | 1872  | 1876  | 1881  | 1886  | 1891  | 1896  |
| ----- | ----- | ----- | ----- | ----- | ----- | ----- | ----- | ----- |
| 1 226 | 1 204 | 1 166 | 1 090 | 1 130 | 1 117 | 1 142 | 1 131 | 1 120 |

| 1901  | 1906  | 1911  | 1921 | 1926 | 1931 | 1936 | 1946 | 1954 |
| ----- | ----- | ----- | ---- | ---- | ---- | ---- | ---- | ---- |
| 1 100 | 1 080 | 1 076 | 963  | 856  | 885  | 886  | 808  | 827  |

| 1962 | 1968 | 1975 | 1982 | 1990 | 1999 | 2004 | 2006 | 2009 |
| ---- | ---- | ---- | ---- | ---- | ---- | ---- | ---- | ---- |
| 782  | 731  | 623  | 521  | 470  | 474  | 494  | 496  | 577  |

| 2014 | 2019 | 2022 | - | - | - | - | - | - |
| ---- | ---- | ---- | - | - | - | - | - | - |
| 606  | 625  | 638  | - | - | - | - | - | - |

## Lieux et monuments
- Sources de la Sèvre niortaise. Les différents lavoirs et les sources de la Sèvre Niortaise font la particularité et le charme du village[26].
- Source de la Béronne, à la fontaine de Triangle (limitrophe de Saint-Martin-lès-Melle).
- Église Saint-Martin de Sepvret. Elle est inscrite à l'Inventaire général du patrimoine culturel[27].

## Personnalités liées à la commune
- Ulysse Dubois est un auteur d'expression poitevine-saintongeaise, dans une de ses variantes poitevines des Deux-Sèvres, celle du centre Mellois. C'est en outre un spécialiste du parler poitevin-saintongeais. Né en 1925 dans le sud-ouest des Deux-Sèvres, près du marais poitevin, il vient tout jeune avec ses parents en Mellois à Sepvret où il vit toujours.